# Mac OS X Beta pública
Mac OS X Beta pública (en inglés, Mac OS X Public Beta) es una versión beta preliminar del sistema operativo de Apple, Mac OS X. Fue liberada al público el 13 de septiembre de 2000 a un precio de USD29.95. Permitió a los desarrolladores probar el sistema y desarrollar software antes de su presentación final. Tuvo como número de compilación el 1H39 y la versión internacional, 2E14.
La Beta pública reemplazó al Mac OS X Server 1.0, la primera versión pública del nuevo sistema operativo basado en NeXT OpenStep de Apple, el cual utiliza una variante de la interfaz "Platinium" del Mac OS. La Beta pública introdujo la interfaz Aqua. Entre los cambios fundamentales en la interfaz están las fuentes, el Dock, y la barra de menús (con un logo de Apple en el centro, el cual luego fue reubicado por solicitud de los usuarios). Los íconos de sistemas eran más grandes y detallados, y la nueva interfaz vistosa fue prevalente.
Con la beta pública de Mac OS X vinieron cambios técnicos fundamentales, casi todos ellos cortesía del núcleo open source Darwin, incluyendo dos características que los usuarios de Mac habían estado esperando por más de una década: multitarea preventiva y memoria protegida. En el MacWorld Expo en junio de 2000, Apple CEO Steve Jobs expuso "Bomb.app", una aplicación de prueba que tenía por objetivo colgarse. La aplicación se colgó y el sistema mostró un cuadro de diálogo indicando que las demás aplicaciones no se habían visto afectadas (esto se debe a la característica memoria protegida incluida en el Mac OS X). Un grito surgió de la multitud, debido a que el diálogo anterior del Mac OS recomendaba un reinicio completo del sistema después de tal evento.[cita requerida]
Algunas características no funcionaban o no estaban presentes. Por ejemplo, no había soporte para applets basadas en Java.[cita requerida] No había soporte para impresión, la API Carbon estaba en un estado muy preliminar, y las aplicaciones diseñadas para Mac OS (la versión anterior del sistema operativo) no podían acceder a la red.[cita requerida] Este era un problema considerable, ya que los únicos navegadores de internet nativos eran la beta de Microsoft Internet Explorer y OmniWeb (este último derivado de Nexstep). Los usuarios de Netscape, Mozilla y Opera debían esperar.
Las aplicaciones nativas en general eran pocas y distantes entre sí. Los usuarios tenían que utilizar alternativas open source y shareware, dando lugar a una activa comunidad homebrew alrededor del nuevo sistema operativo. Apple utilizó las sugerencias de los usuarios para incorporar mejoras en la venidera versión retail. La Mac OS X Beta pública expiró y dejó de funcionar en la primavera de 2001.
Mac OS X v10.0 fue la primera versión completa del Mac OS X. Estuvo disponible desde marzo de 2001. Los propietarios de la Beta pública recibieron un descuento de USD 29.95 en el precio de la primera versión completa del Mac OS X 10.0.